# Setodocus albopunctatus
Setodocus albopunctatus là một loài bọ cánh cứng trong họ Cerambycidae.